# Foro Italico (Palermo)

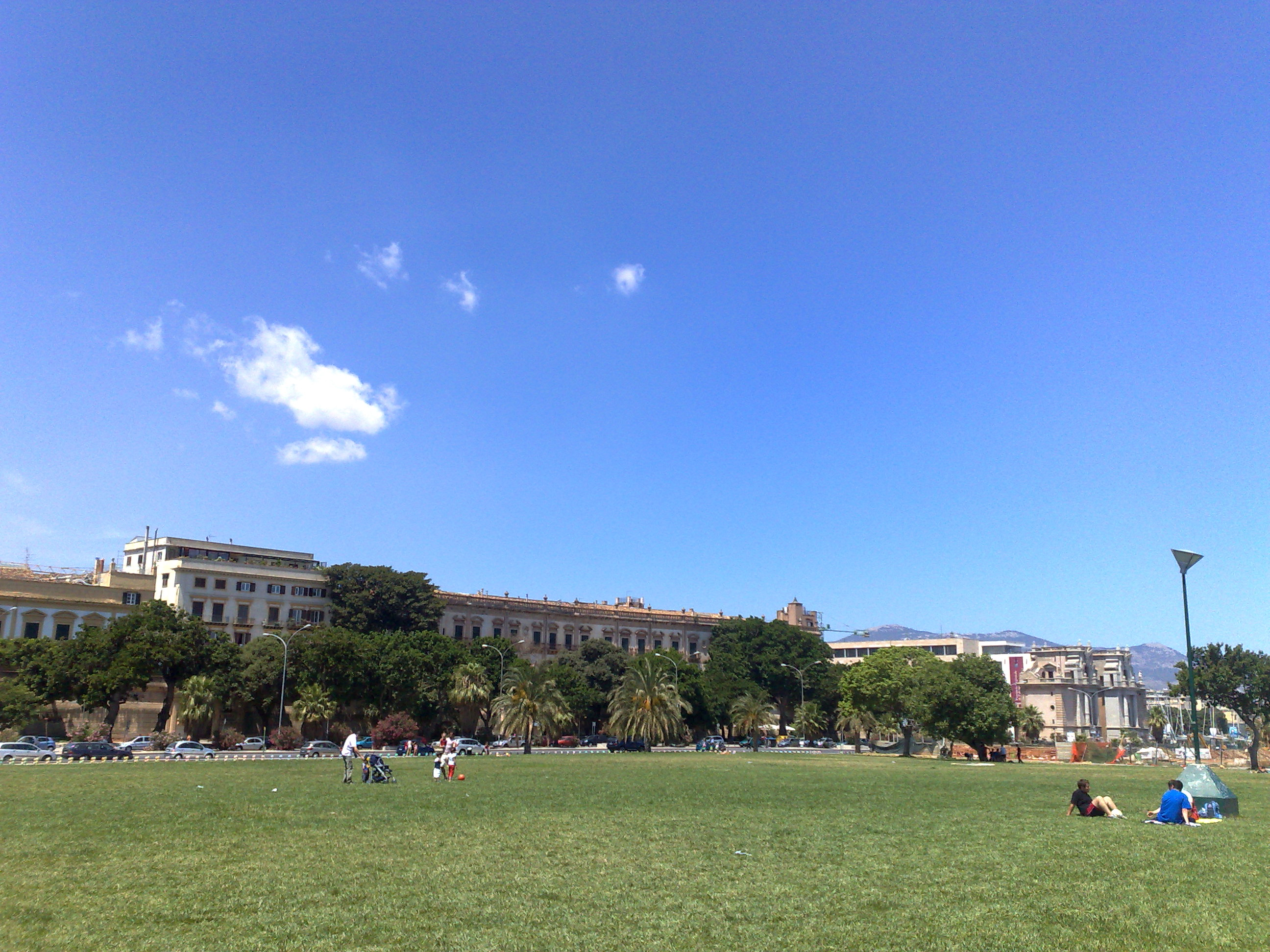
Veduta del Foro Italico (sullo sfondo Palazzo Butera e Porta Felice).

Il Foro Italico Umberto I è una grande area verde che forma uno dei lungomare di Palermo, estendendosi da La Cala a villa Giulia, nel quartiere della Kalsa.
Era denominato fino al 1861 Foro Borbonico o Foro Siciliano, mentre tra l'unità d'Italia e l'anno 1900 il suo nome ufficiale fu Foro Italico, nome con cui è ancora oggi indicato dagli abitanti locali.

## Descrizione
All'indomani dell'occupazione alleata della città di Palermo nel 1943, durante la seconda guerra mondiale, al fine di sgombrare le vie del centro dai crolli causati dai violenti bombardamenti della primavera estate dello stesso anno, l'amministrazione provvisoria AMGOT decise (peraltro in conformità al piano regolatore della città), di ricolmare con i resti dei crolli e delle demolizioni il tratto di mare prospiciente la passeggiata della marina che nel ventennio fascista aveva assunto la denominazione di Foro italico.
L'area, ad eccezione di un avvio di sistemazione, su progetto dell'architetto Giuseppe Spatrisano nei primi anni cinquanta rimase spoglia ed abbandonata. Venne utilizzata come campo rom, come sede per i circhi e per anni occupata da un luna park.
In occasione della conferenza ONU sulla lotta alla criminalità organizzata che si tenne a Palermo nel dicembre del 2000 l'amministrazione guidata dal sindaco Leoluca Orlando, su particolare iniziativa del vicesindaco ed Assessore al centro storico Emilio Arcuri, ottenne la concessione dell'area dall'autorità portuale, allontanò le giostre ed avviò i lavori di bonifica e riqualificazione.
I lavori terminarono nel dicembre del 2000 con una grande manifestazione nel prato presente l'allora segretario generale delle nazioni unite Kofi Annan.
Il giardino, interamente pedonale, di cui 40.000 m² a manto erboso, con piante mediterranee di vario genere, viali alberati, panchine, sculture in ceramica, un percorso ciclabile, l'illuminazione notturna e un'ampia passeggiata panoramica lungo la costa.
Tra il 2005 e il 2006 durante il primo mandato del sindaco Diego Cammarata, viene effettuato un importante restyling dall'architetto Italo Rota con l'installazione tra l'altro delle colorate panchine firmate Nino Parrucca, e delle celebri "principesse", dissuasori in ceramica anch'esse di Nino Parrucca e rappresentanti il profilo a tutto tondo di Eleonora D'Aragona.
Al suo interno nel 2009,  durante il secondo mandato di Cammarata, è stato edificato il Nautoscopio, la casa-osservatorio progettata da Giuseppe Amato.

## Storia
La città di Palermo fino al XVI secolo non possedeva una propria passeggiata a mare, soprattutto per le frequenti mareggiate o per il pericolo di attacchi (soprattutto pirateschi) che non permettevano di considerare la linea di costa come una zona sicura. Una volta ridotti gli attacchi saraceni, la città riconsiderò il suo sbocco a mare come una fascia sicura da utilizzare anche per lo svago. Il lungomare panoramico di Palermo fu voluto, nel 1582, dal viceré Marco Antonio Colonna, che già l'anno precedente aveva fatto prolungare la via Toledo, ovvero il Càssaro, fino alla Marina. Quello stesso anno diede inizio ai lavori per la costruzione di Porta Felice e la strada del foro fu chiamata Strada Colonna.
La struttura del foro rimase invariata fino al 1734, quando il pretore don Giovanni Sammartino di Montalbo, ne curò l'allargamento facendo abbattere una delle fortificazioni marittime, il bastione del Tuono. Cinquant'anni dopo il nuovo pretore, don Girolamo Grifeo principe di Partanna, ordinò l'abbattimento dell'altro baluardo, chiamato di Vega e sancì così l'allargamento definitivo della zona, che negli anni successivi fu sempre più abbellita e curata, diventando la meta preferita per le passeggiate dei palermitani.
Costituivano arredo urbano della passeggiata le statue raffiguranti i sovrani borbonici: Ferdinando III opera di Ignazio Marabitti del 1790, Carlo II di Giovanni Travaglia, Filippo V di Giovanni Battista Ragusa, Carlo III di Lorenzo Marabitti, due fontane con giochi d'acqua e la Loggia o Teatrino o Palchetto per la Musica al Foro.
Durante la dominazione dei Borbone, la zona assunse il nome di Foro Borbonico fino a che nel 1848, nel pieno dei moti antiborbonici, il Parlamento siciliano non ne decise il cambiamento in Foro Italico. Tale nome fu abbandonato nel 1849, dopo la restaurazione del governo borbonico, per poi essere ripristinato nel 1860, dopo l'annessione al Regno d'Italia.
Il 29 luglio 1900 il re Umberto I fu assassinato, causando un'onda di emozione che portò all'assunzione dell'attuale denominazione, anche se ancora oggi dalla maggior parte dei palermitani, è ancora conosciuto e chiamato Foro Italico.
Prima della seconda guerra mondiale il mare giungeva a ridosso del percorso attuale della strada. In seguito agli attacchi aerei portati durante il conflitto, sia da parte tedesca che americana, alcune parti della zona portuale e del centro storico vennero danneggiate. Nell'immediato dopoguerra, la maggior parte dei detriti vennero dislocati in questa zona di costa, allontanando il mare e, di fatto, eliminando il lungomare.
Per anni l'area rimase incolta e nell'abbandono. Tra la fine degli anni novanta del XX secolo e i primi anni 2000 l'area fu ripristinata nel quadro di un piano di recupero costiero secondo il progetto dell'architetto Benedetto Terruso per il Comune di Palermo.
Una parte dell'area verde è intitolata allo scrittore Giuseppe Tomasi di Lampedusa.

## Media
Verso fine giugno si svolge sempre in estate a piazza Foro Italico il Radio Italia Live - Il concerto trasmesso in diretta televisiva e radiofonica su Radio Italia e Radio Italia TV, ma anche su TV8 e in streaming su NOW TV e i siti dell'emittenti TV8 e Radio Italia visibile anche all'estero con canali partner cui si affida l'emittente principale quale è Radio Italia.

## Galleria d'immagini

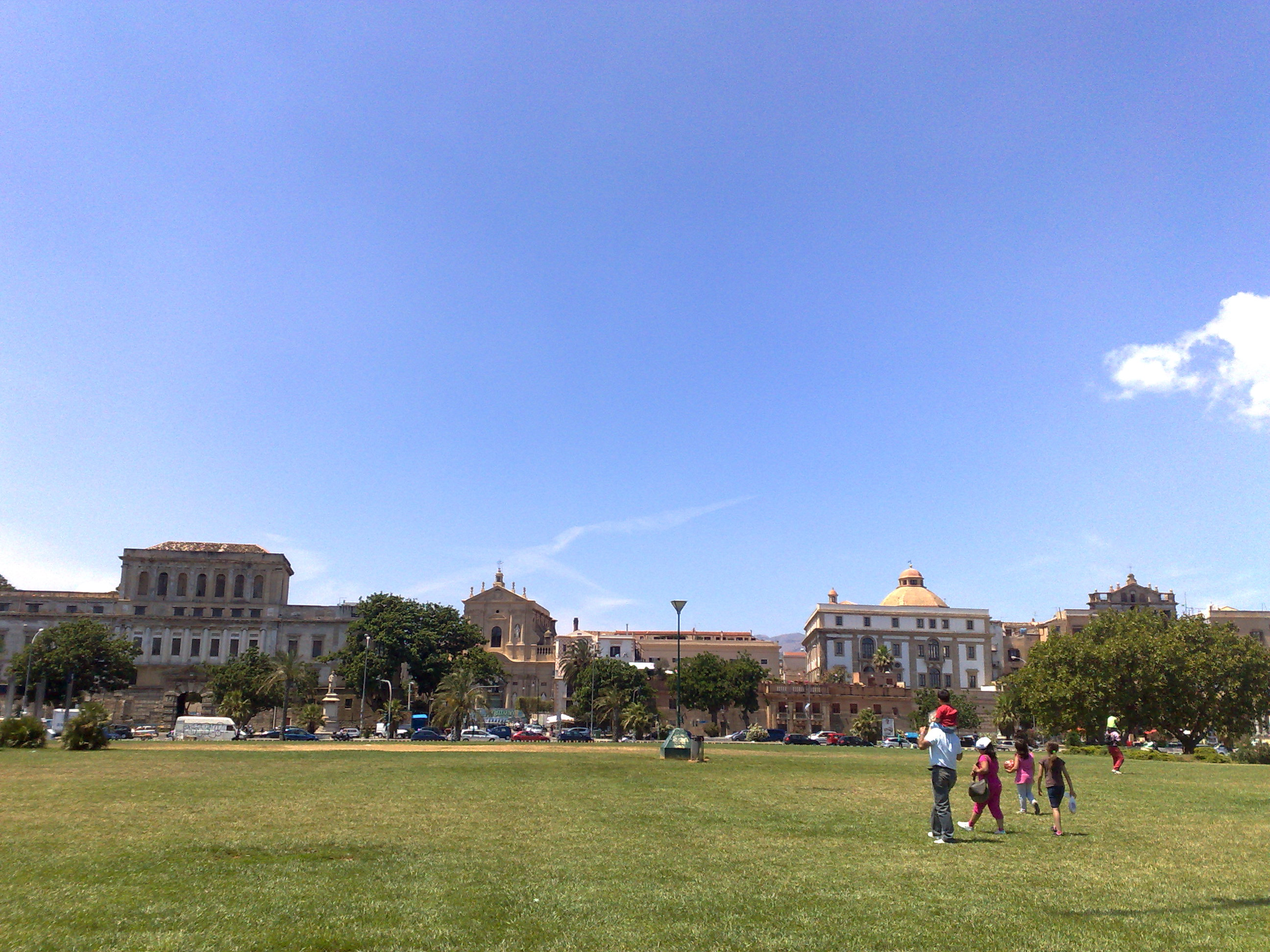
Veduta del parco.
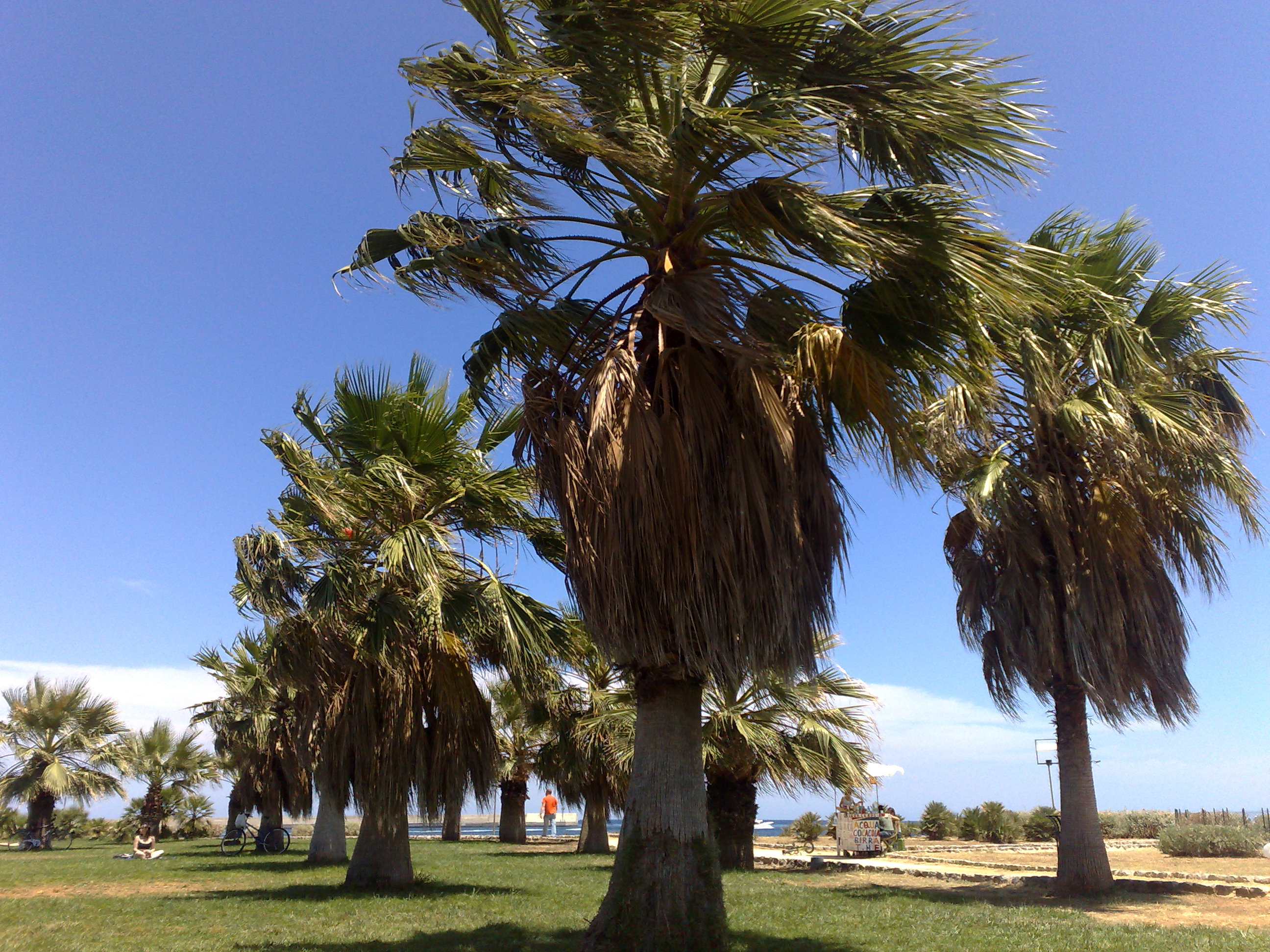
Giardino di palme nei pressi della Cala.
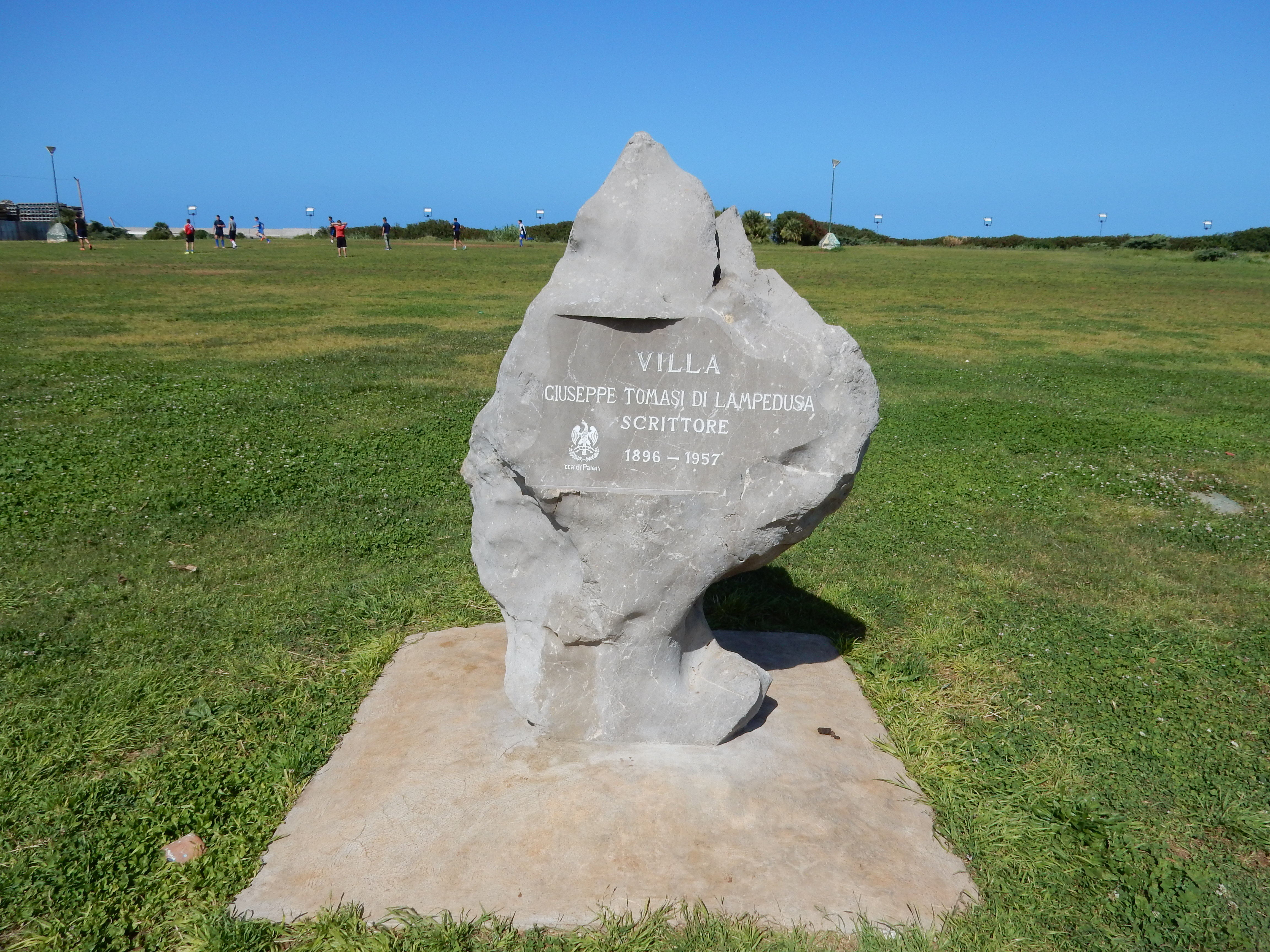
Giardino Tomasi di Lampedusa.
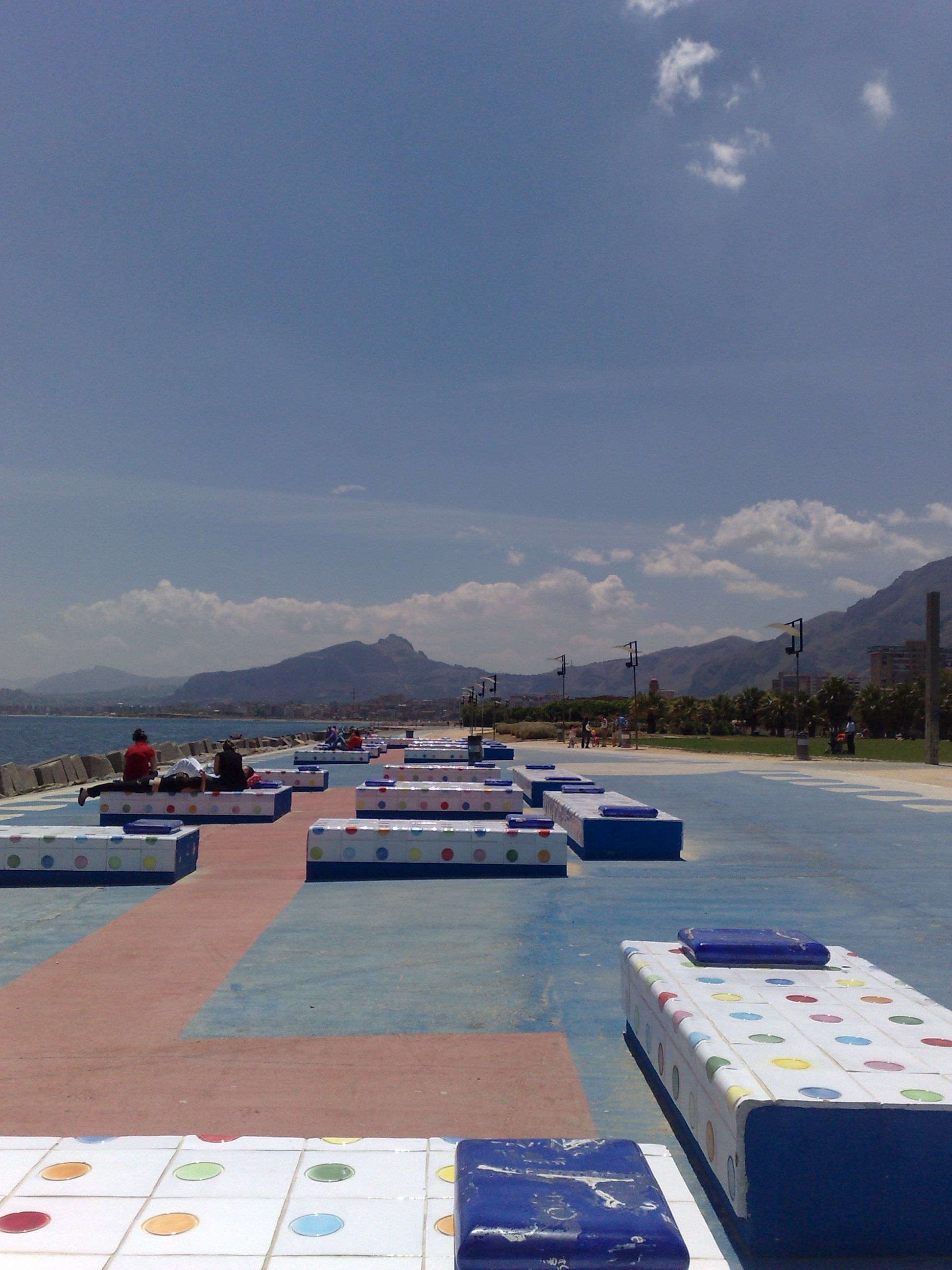
Panchine sul lungomare verso sud.
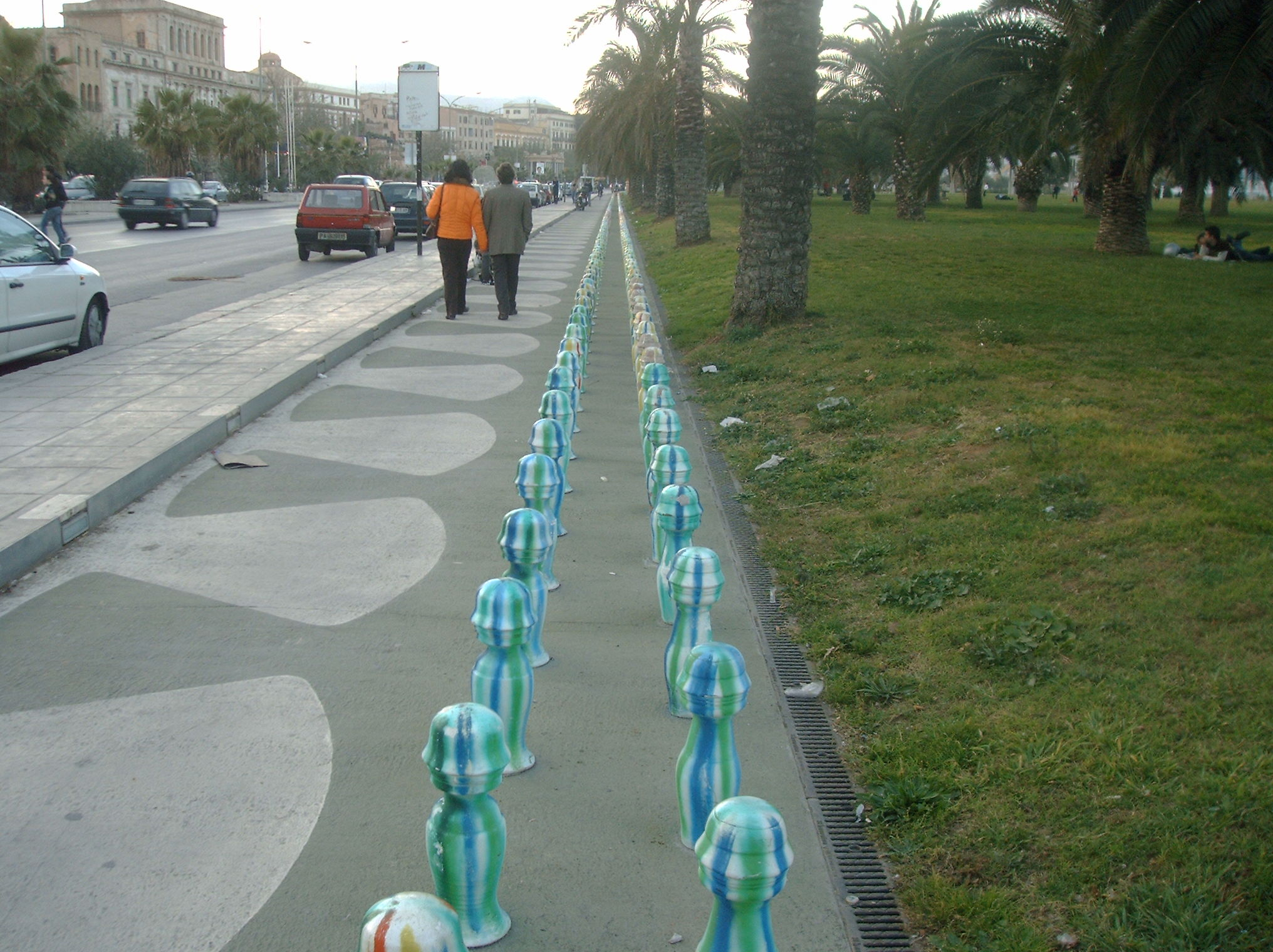
Paletti e pista ciclabile al Foro Italico.
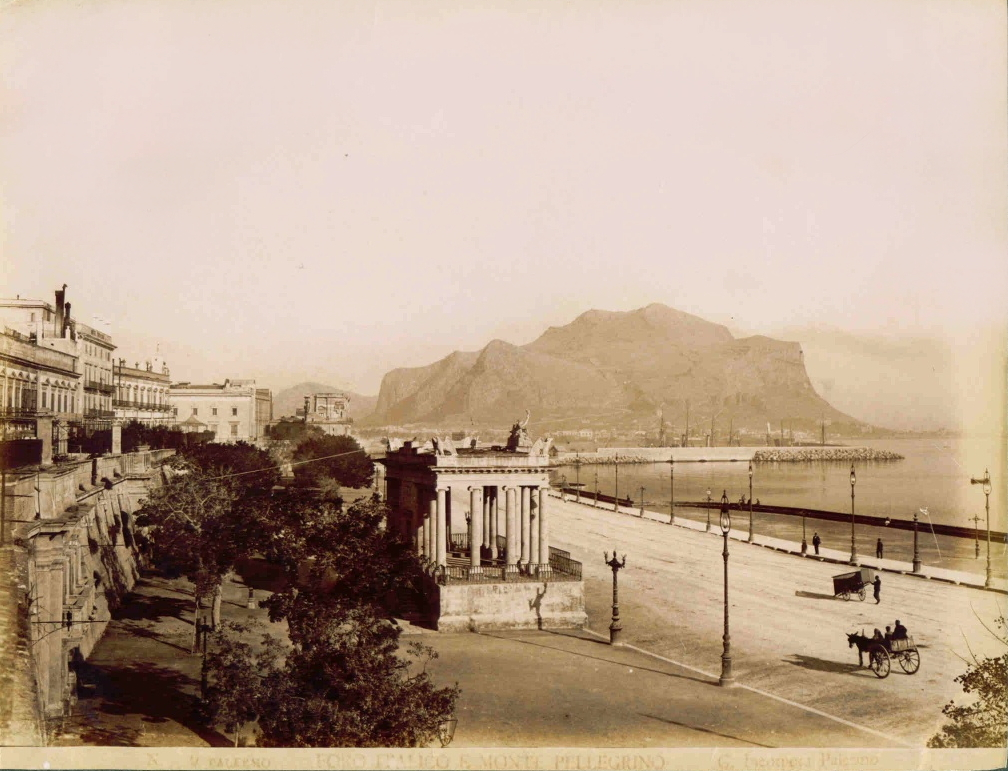
Il Foro Italico, monte Pellegrino e palchetto della Musica visti dalla passeggiata delle Cattive nel 1914.
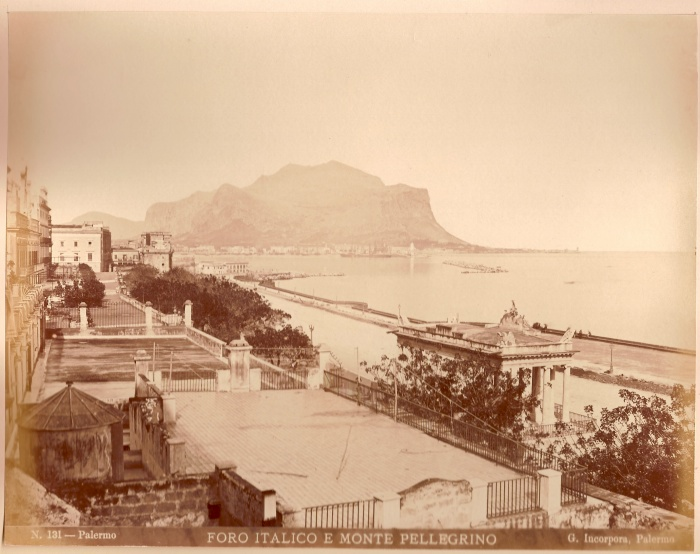
Il Foro Italico prima dell'allargamento verso il mare (1860-1870 circa).
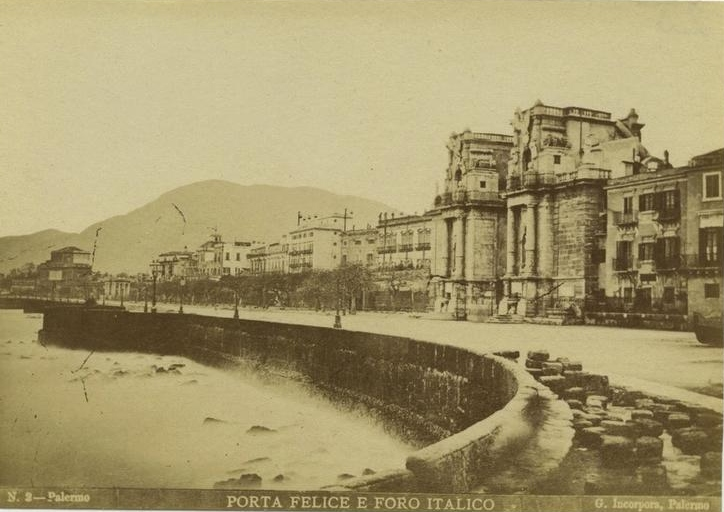
Porta Felice e Foro Italico (1860-1870 circa).
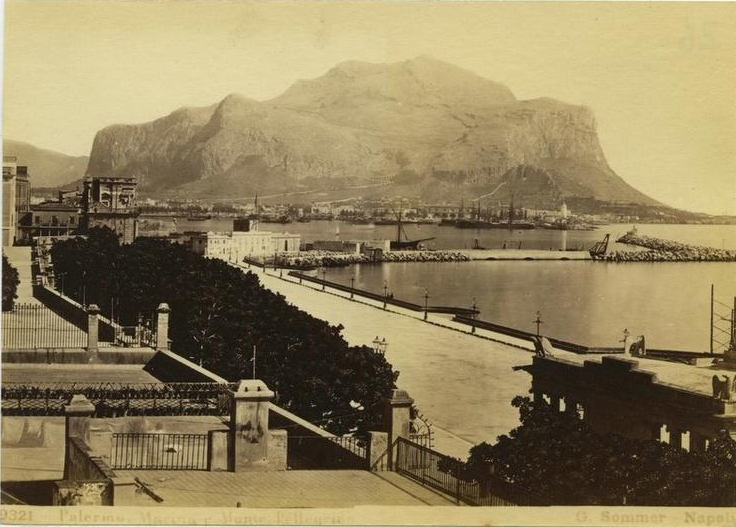
Il Foro Italico, monte Pellegrino e la Cala visti dalla passeggiata delle Cattive (fine XIX secolo).